# Theresa Wolff – Waidwund
Theresa Wolff – Waidwund ist ein deutscher Fernsehfilm von Franziska Buch aus dem Jahr 2022 und die zweite Folge der ZDF-Kriminalfilmreihe Theresa Wolff – Der Thüringenkrimi mit Nina Gummich in der Titelrolle als Rechtsmedizinerin. Die Episode wurde am 7. Mai 2022 auf dem Sendeplatz ZDF-Samstagskrimi erstmals im deutschen Fernsehen ausgestrahlt. Online war der Film eine Woche vorab abrufbar.

## Handlung
Auf dem Jenaer Marktplatz wird im Becken des Bismarckbrunnens eine Leiche entdeckt, die von der jungen Rechtsmedizinerin Theresa Wolff untersucht wird. Der Mann wurde aus kürzester Distanz erschossen, wobei der Fundort nicht der Tatort ist. Bei dem Opfer handelt es sich um den Unternehmer Günter Blaubach. Nach der Obduktion steht für Wolff fest, dass der Täter den Mann durch einen Wald gejagt haben muss, um ihn dann wie ein waidwundes Wild zur Strecke zu bringen. Theresa Wolff muss sich mit dem zuständigen Kommissar Bruno Lewandowski auseinandersetzen. Dessen bisherigen Ermittlungen ergaben, dass Blaubach in Jena Anfang der 1990er Jahre eine ehemalige DDR-Firma übernommen hatte und in den Konkurs steuerte, was einige Hundert Menschen arbeitslos machte. Seinerzeit gab es bereits Morddrohungen gegen Blaubach, für die sich Bodo Zoch gerichtlich verantworten musste. Dieser wird befragt und zeigt noch immer Verbitterung über Wendegewinnler wie Blaubach, die sich auf Kosten anderer nach dem Ende der DDR bereichert hatten.
Am nächsten Tag wird eine weitere Leiche gefunden: Burkhardt Sachs, ebenfalls ein Unternehmer, der mit Blaubach zu tun hatte. So ist nicht auszuschließen, dass es weitere Opfer geben könnte.
Bei Theresa Wolff, die sich nie mit der reinen Leichenschau zufriedengibt, sondern auch die Hintergründe kennen möchte, weckt der Fall längst vergessene Erinnerungen. So wurde sie als Kind von ihrem Vater, der Forstmeister war, zu Jagdausflügen mitgenommen. Sie erkennt die Todesopfer als Männer, die einst mit ihrem vor kurzem verstorbenen Vater zur Jagd gingen. Während Lewandowski davon überzeugt ist, dass das Tatmotiv in der Firmenpleite von 1995 zu suchen ist, hat Wolff die Ahnung, dass alles mit Geschehnissen in ihrer Kindheit zusammenhängt. Sie musste damals miterleben, wie jemand zu Tode kam. Nur allmählich kann sie sich an das Vergangene erinnern: Nach einer feucht-fröhlichen Feier der Waidgenossen, die allesamt beruflich eng miteinander zu tun hatten, gab es einen vermeintlichen Jagdunfall, der bis heute vertuscht wurde. Die Jagdfreunde von einst arrangierten alles so, als ob die getötete Marlies Pohlmann sich mit Firmengeldern ins Ausland abgesetzt hätte. 
Norbert Rucher, einer der Jagdfreunde, taucht unvermutet in Wolffs Wohnung auf. Nach dem Gespräch mit ihm ist sie davon überzeugt, damals selbst die Frau versehentlich erschossen zu haben, als ihr „Onkel Norbert“ erlaubte, mit einem Gewehr in die Dunkelheit zu schießen. Das lässt ihr keine Ruhe und sie forscht so lange, bis sie die sterblichen Überreste von Marlies Pohlmann findet. Sie bringt auch in Erfahrung, dass ihr Vater kurz vor seinem Tod mit Pohlmanns Tochter Nora reden wollte, um vermutlich ein Geheimnis preiszugeben und in Frieden sterben zu können. Wolff ahnt nun, wer der damalige Schütze war und dass Nora Pohlmann Norbert Rucher mit den Morden an Blaubach und Sachs nach Jena locken wollte. Nora Pohlmann wird gestellt, ehe sie auch noch Rucher umbringen kann.

## Hintergrund
Die Dreharbeiten für Theresa Wolff – Waidwund fanden im Zeitraum vom 10. August bis zum 9. September 2021 unter dem Arbeitstitel Theresa Wolff 2 – Fangschuss an Drehorten in Jena und Umgebung statt.
Die Hauptdarstellerin spielt in der Episode an der Seite ihrer Mutter Anne-Kathrin Gummich, die in der Rolle einer Palliativärztin zu sehen ist.

## Rezeption

### Kritiken
Auf tittelbach.tv urteilte Tilmann P. Gangloff: „Erneut resultiert der Reiz des Falls aus der persönlichen Betroffenheit der Ärztin: Theresa muss ein schreckliches Geheimnis ihrer Kindheit lösen, um eine aktuelle Mordserie aufzuklären.“ „‚Waidwund‘ orientiert sich zwar am klassischen Krimi, ist aber dank der Geschichte nicht minder fesselnd. Wie sich das Puzzle jenes verhängnisvollen Abends Mitte der Neunziger nach und nach zusammensetzt und sich schließlich rausstellt, dass Theresa Teil eines grausamen Komplotts war: Das ist von Hansjörg Thurn & Carl-Christian Demke clever ausgedacht.“ „Für einen sympathischen Kontrast zur düsteren Handlung“ sorgen „die Geplänkel zwischen dem Kommissar und der jungen Leiterin der Jenaer Rechtsmedizin.“
Oliver Armknecht von film-rezensionen.de wertete: Nun liegt „der zweite Film der Reihe vor und setzt den eingeschlagenen Weg fort. Zwar gab es einen Personalwechsel: Der von Thorsten Merten gespielte Kriminalhauptkommissar Robert Brückner ist nach einem Teil schon weg. Dafür gibt es jetzt eben Bruno Lewandowski. Am Prinzip hat das nichts geändert. Noch immer sind die Auftritte der Titelheldin von einem ständigen Kompetenzgerangel geprägt.“ „Der Fall an sich ist zudem erneut nicht so wirklich interessant. Die Inszenierung der Toten macht zwar schon neugierig. Die Vorstellung, dass da jemand gezielt Jagd macht, sorgt für Spannung. Der Fall ist aber schon reichlich konstruiert, in Detailfragen sogar völlig unglaubwürdig.“
taz empfand den Krimi als „clever ausgedacht und spannend inszeniert, bis hin zu den üblichen Wendungen, und eben erfrischend anders. Das aber liegt vor allem an der Hauptdarstellerin, denn Wolff wird bravurös von Nina Gummich gespielt.“

### Einschaltquoten
Die Erstausstrahlung von Theresa Wolff – Waidwund am 5. Mai 2022 wurde in Deutschland von 5,3 Millionen Zuschauern gesehen und erreichte einen Marktanteil von 21,4 % für das Zweite Deutschen Fernsehen.